# Antony Lentin
Antony Lentin (* 1941) ist ein britischer Jurist und Historiker.

## Leben
Lentin ist ein ehemaliger Barrister und war Professor für Geschichte an der Open University. Er ist Fakultätsmitglied des Wolfson College der University of Cambridge. Außerdem ist er Mitglied der Royal Historical Society.

## Schriften (Auswahl)
- Lloyd George, Woodrow Wilson and the Guilt of Germany. An Essay in the Pre-History of Appeasement. Leicester University Press, Leicester 1984, ISBN 0-7185-1251-0.
  - Die Drachensaat von Versailles. Die Schuld der „Friedensmacher“. Druffel, Leoni 1989, ISBN 3-8061-1058-1.
- Lloyd George and the Lost Peace. From Versailles to Hitler, 1919–1940. Palgrave, Basingstoke 2001, ISBN 978-0-333-91961-3.
- The Last Political Law Lord. Lord Sumner (1859–1934). Cambridge Scholars Publishing, Newcastle upon Tyne 2008, ISBN 978-1-84718-877-9.
- General Smuts, South Africa. Makers of the Modern World. Haus Publishing, London 2010, ISBN 978-1-907822-07-0.
- Banker, Traitor, Scapegoat, Spy? The Troublesome Case of Sir Edgar Speyer. Haus Publishing, London 2013, ISBN 978-1-908323-17-0.